# Сдвиг фаз

Фазовый сдвиг на временной и на векторной диаграммах

Сдвиг фаз — разность между начальными фазами двух переменных величин, изменяющихся во времени периодически с одинаковой частотой. Сдвиг фаз является величиной безразмерной и может измеряться в радианах (градусах) или, в упрощённых случаях, в долях периода. При неизменном, в частности нулевом сдвиге фаз говорят о когерентности двух процессов.
Фазой (фазовым углом) называется угол {\displaystyle \varphi =2\pi {\frac {t}{T}},} где {\displaystyle T} — период, {\displaystyle t} — доля периода смещения по фазе при наложении синусоид друг на друга.
Например, если два гармонических процесса с одинаковой частотой {\displaystyle \omega }, начальными фазовыми углами {\displaystyle \varphi _{1},\ \varphi _{2}} и амплитудами {\displaystyle a_{1},\ a_{2}} описываются выражениями:
{\displaystyle x_{1}(t)=a_{1}\cos(\omega t+\varphi _{1}),}
{\displaystyle x_{2}(t)=a_{2}\cos(\omega t+\varphi _{2}),}
то фазовыми сдвигом называют разность аргументов периодической функции:
{\displaystyle \varphi =\omega t+\varphi _{1}-(\omega t+\varphi _{2})=\varphi _{1}-\varphi _{2}.}
Если кривые (переменные величины — синусоиды: колебания, токи) сдвинуты по отношению друг к другу на четверть периода, то мы говорим, что они смещены по фазе на {\displaystyle {\frac {\pi }{2}}~(90^{\circ }),} если на восьмую часть (долю) периода — то, значит, на {\displaystyle {\frac {\pi }{4}}} и т. д.
Когда идёт речь о нескольких синусоидах, сдвинутых по фазе, техники говорят о векторах тока или напряжения. Длина вектора соответствует амплитуде синусоиды, а угол между векторами — сдвигу фаз. Многие технические устройства дают нам не чистый синусоидальный ток, а такой, кривая которого является суммой нескольких синусоид (соответственно, сдвинутых по фазе). 
Для измерения сдвига фаз между двумя электрическими сигналами применяется электроизмерительный прибор — фазометр.
Фазовый детектор — устройство, которое сравнивает фазы двух входных сигналов и формирует
сигнал, пропорциональный разности их фаз.
В электротехнике сдвиг фаз между напряжением и током определяет коэффициент мощности в цепях переменного тока.
В радиотехнике широко применяются RC-цепочки, которые сдвигают фазу входного и выходного сигнала RC-цепочки в зависимости от параметров сопротивления и ёмкости в цепи. Применяется в RC-генераторах.
Наведённая во вторичных обмотках идеального трансформатора ЭДС для любой формы тока совпадает по фазе и форме с ЭДС в первичной обмотке. При противофазном включении обмоток трансформатор изменяет полярность мгновенного напряжения на противоположную, в случае синусоидального напряжения сдвигает фазу на 180°. Применяется в генераторе Мейснера и др.